# Напівпровідник

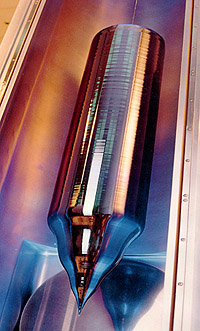
Монокристал кремнію, вирощений за методом Чохральського

Напівпровідники́ (англ. semiconductors) — матеріали, електропровідність яких має проміжне значення між провідностями провідника та діелектрика. Відрізняються від провідників значною залежністю питомої провідності від концентрації домішок, температури та різних видів випромінювання. Основною відмінною властивістю цих матеріалів є збільшення електричної провідності з ростом температури.

## Загальний опис
Напівпровідниками є речовини, ширина забороненої зони яких становить близько кількох електронвольт (еВ). Наприклад, алмаз можна віднести до широкозонних напівпровідників, а арсенід індію — до вузькозонних. До числа напівпровідників належать багато простих речовин (германій, кремній), величезна кількість сплавів і хімічних сполук (арсенід галію, телурид цинку, фосфід галію та інші). Напівпровідникові властивості мають багато потрійних і складніших хімічних сполук, наприклад ZnSiAs2. Напівпровідниковими є ціла низка органічних сполук: антрацен, нафтален, фталоціаніни тощо.
Залежно від того, чи віддає домішковий атом електрон, чи захоплює, його називають донорним або акцепторним. Характер домішки може змінюватися залежно від того, який атом ґратки вона заміщує, в яку кристалографічну площину вбудовується.

## Фізичні властивості
Електропровідність та інші кінетичні коефіцієнти, які визначають явища перенесення в напівпровідниках, дуже чутливі до зміни температури, а також інших зовнішніх впливів — освітлення, опромінення ядерними частинками, зовнішніх електричних та магнітних полів тощо.
За низьких температур електропровідність напівпровідників є незначною. При температурі близькій до абсолютного нуля напівпровідники мають властивості ізоляторів. Кремній, наприклад, при низькій температурі погано проводить електричний струм, але під впливом світла, тепла чи напруги електропровідність зростає.
Важливою властивістю напівпровідників є також те, що вони допускають зворотне перетворення електричної енергії у світлову, теплову або механічну.

## Механізм електричної провідності напівпровідників

### Види носіїв заряду у напівпровідниках
Напівпровідники характеризуються як властивостями провідників, так і діелектриків. У напівпровідникових кристалах атоми встановлюють ковалентні зв'язки (тобто, один електрон у кристалі кремнію, пов'язаний двома атомами), електронам для вивільнення з атома потрібен рівень внутрішньої енергії (1,76× 10-19 Дж проти 11,2 × 10-19 Дж у діелектриків, чим і характеризується відмінність між напівпровідниками та діелектриками). Ця енергія з'являється у них при підвищенні температури (наприклад, при кімнатній температурі рівень енергії теплового руху атомів дорівнює 0,04× 10-19 Дж), і окремі електрони отримують енергію, достатню для відривання від ядра.
Під час розриву зв'язку між електроном і ядром з'являється вільне місце в електронній оболонці атома. Це обумовлює перехід електрона з іншого атома на атом з вільним місцем. На атом, звідки перейшов електрон, входить інший електрон з іншого атома і т. д. Цей процес обумовлюється ковалентними зв'язками атомів. Таким чином, відбувається переміщення позитивного заряду без переміщення самого атома. Цей умовний позитивний заряд називають діркою.
З ростом температури число вільних електронів і дірок збільшується, тому напівпровідник, що не містить домішок, має вищий питомий електричний опір, ніж з домішками. Умовно прийнято вважати напівпровідниками елементи з енергією зв'язку електронів меншою від 1,5…2 еВ. Електронно-дірковий механізм електричної провідності проявляється у власних напівпровідників (тобто у хімічно чистих з ідеально правильними кристалічними ґратками). Він називається власною провідністю напівпровідників. Згідно із зонною теорією твердих тіл власна провідність напівпровідника пов'язана з тим, що в результаті теплового збудження частина електронів перекидається з валентної зони Ев у зону провідності Еп. Ці електрони називають електронами провідності; під дією зовнішнього електричного поля вони набувають у напівпровіднику впорядкованого руху (дрейфу), утворюючи електричний струм.
Електрони, що залишилися у валентній зоні, теж беруть участь у створенні електричного струму, переходячи під дією поля на звільнені енергетичні рівні поблизу «стелі» валентної зони. Цей рух можна розглядати як рух позитивно заряджених носіїв заряду — дірок. Зазвичай рухливість дірок у напівпровіднику є нижчою від рухливості електронів провідності.
Між зоною провідності Еп і валентною зоною Ев розташовується зона заборонених значень енергії електронів Ез. Різниця Еп−Ев відповідає ширині забороненої зони Ез. З ростом ширини Ез число електронно-діркових пар і провідність власного напівпровідника зменшується, а питомий опір зростає. Концентрація дірок у власному напівпровіднику дорівнює концентрації електронів провідності.

### Рухливість носіїв заряду
Рухливістю носіїв струму {\displaystyle \mu } називають коефіцієнт пропорційності між дрейфовою швидкістю {\displaystyle {\vec {v}}} носіїв струму і величиною напруженості {\displaystyle {\vec {E}}} прикладеного електричного поля
{\displaystyle {\vec {v}}=\mu {\vec {E}}.}
При цьому, взагалі то, рухливість є тензором:
{\displaystyle \ v_{\alpha }=\mu _{\alpha \beta }E_{\beta }.}
Рухливість електронів і дірок залежить від їхньої концентрації у напівпровіднику. При великій концентрації носіїв заряду, імовірність зіткнення між ними зростає, що приводить до зменшення рухливості і провідності.
Розмірність рухливості — м²/(В•с).

### Власна концентрація носіїв заряду
За термодинамічної рівноваги, концентрація електронів у напівпровіднику пов'язана з температурою таким співвідношенням:
{\displaystyle {\bar {n}}={\frac {2}{h^{3}}}(2\pi mkT)^{3/2}e^{-{\frac {E_{C}-E_{F}}{kT}}}}
де: {\displaystyle h} — стала Планка;
{\displaystyle m} — маса електрона;
{\displaystyle T} — абсолютна температура;
{\displaystyle E_{C}} — рівень зони провідності;
{\displaystyle E_{F}} — рівень Фермі.
Також, концентрація дірок напівпровідника пов'язана з температурою таким співвідношенням:
{\displaystyle {\bar {p}}={\frac {2}{h^{3}}}(2\pi mkT)^{3/2}e^{-{\frac {E_{F}-E_{V}}{kT}}}}
де: {\displaystyle h} — стала Планка.
{\displaystyle m} — ефективна маса дірки;
{\displaystyle T} — абсолютна температура;
{\displaystyle E_{F}} — рівень Фермі;
{\displaystyle E_{V}} — рівень валентної зони.
Власна концентрація {\displaystyle n_{i}} пов'язана з {\displaystyle {\bar {n}}} та {\displaystyle {\bar {p}}} таким співвідношенням:
{\displaystyle {\bar {n}}{\bar {p}}=n_{i}^{2}.}

### Домішкова провідність

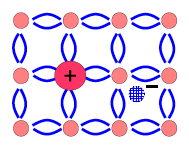
Напівпровідник n-типу

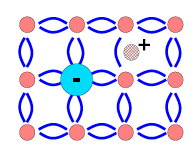
Напівпровідник p-типу

Домішковою провідністю напівпровідників називають їхню електропровідність, зумовлену наявністю домішкових центрів. Домішковими центрами (домішками) вважають:
- атоми сторонніх елементів;
- надлишкові (порівняно зі стехіометричним складом) атоми елементів, що входять до напівпровідників;
- всілякі дефекти кристалічних ґраток: порожні вузли, атоми або іони, вкраплені між вузлами ґратки, зсуви, пов'язані з пластичною деформацією кристала, тріщини тощо.

Домішки вносять зміни у періодичне електричне поле кристала і впливають на рух електронів та їхні енергетичні стани. Енергетичні рівні валентних електронів домішкових атомів не розташовуються у дозволених енергетичних зонах основного кристала, а утворюють домішкові енергетичні рівні (локальні рівні), що розташовані у забороненій зоні.
Домішки можуть слугувати додатковими джерелами електронів у кристалі. Наприклад при заміщенні одного чотиривалентного атома германію п'ятивалентним атомом фосфору, арсену або стибію один електрон не може утворити ковалентний зв'язок і є «зайвим».
Енергетичний рівень такого електрона розташовується нижче від зони провідності. Такі рівні, заповнені електронами, називають атомами-донорами. Для переведення електронів з донорних рівнів у незаповнену зону провідності потрібна порівняно мала енергія. Наприклад, для кремнію ΔWn = 0,054 еВ, у випадку коли домішкою є миш'як. У результаті переведення електронів з донорних рівнів у зону провідності у напівпровіднику виникає електронна домішкова провідність. Напівпровідники такого типу називають електронними або напівпровідниками n-типу.
Для випадку тривалентної домішки (бор, алюміній, індій) у кристалі германію бракує одного електрона для утворення ковалентних зв'язків з 4-ма сусідніми атомами германію. Цей електрон можна отримати з валентної зони напівпровідника з утворенням у цій зоні дірки. Такі домішки називають акцепторними, а їхні локальні енергетичні рівні, які називають акцепторними рівнями, перебувають у забороненій зоні напівпровідника на невеликій відстані від «стелі» валентної зони. Такі домішкові напівпровідники мають за низької температури діркову провідність або провідність p-типу, а напівпровідники називають напівпровідниками p-типу.

## Зонна структура

Зонна структура напівпровідника

Напівпровідники мають повністю заповнену валентну зону, відділену від зони провідності неширокою забороненою зоною. Ширина забороненої зони напівпровідників зазвичай менша за 3 еВ. Неширока заборонена зона призводить до того, що при підвищенні температури ймовірність збудження електрона у зону провідності зростає за експоненційним законом. Саме цим фактом зумовлене збільшення електропровідності власних напівпровідників.
Ще більше на електропровідність напівпровідників впливають домішки — донори й акцептори.
Завдяки доволі великій діелектричній проникності домішкові рівні в забороненій зоні розташовані дуже близько до зони провідності чи до валентної зони (< 0,5 еВ), й легко іонізуються, віддаючи електрони в зону провідності чи забираючи їх із валентної зони. Леговані напівпровідники мають значну електропровідність.
Невелика ширина забороненої зони також сприяє фотопровідності напівпровідників.
В залежності від концентрації домішок напівпровідники діляться на власні (без домішок), n-типу (донори), p-типу (акцептори) і компенсовані (концентрація донорів урівноважує концентрацію акцепторів, й напівпровідник поводиться, як власний). При дуже високій концентрації домішок напівпровідник стає виродженим і поводить себе як метал.
У напівпровідникових приладах використовуються унікальні властивості контакту областей напівпровідника, одна з яких належить до n-типу, інша до p-типу — так званих p-n-переходів. p-n-переходи проводять струм лише в одному напрямку. Схожі властивості мають також контакти між напівпровідниками й металами — контакти Шотткі.

## Оптичні властивості напівпровідників

### Поглинання світла
Поглинання світла напівпровідниками зумовлене переходами між енергетичними станами зонної структури. З огляду на принцип Паулі електрони можуть переходити тільки із заповненого енергетичного стану в незаповнений. У власному напівпровіднику усі стани валентної зони заповнені, а всі стани зони провідності незаповнені, тому переходи можливі лише з валентної зони в зону провідності. Для здійснення такого переходу електрон повинен отримати від світла енергію, не меншу за ширину забороненої зони. Фотони з меншою енергією не викликають переходів між електронними станами напівпровідника, тому напівпровідники прозорі в області частот {\displaystyle \omega <E_{g}/\hbar }, де {\displaystyle E_{g}} — ширина забороненої зони, {\displaystyle \hbar } — зведена стала Планка. Ця частота визначає фундаментальний край поглинання для напівпровідника. Для напівпровідників, які найчастіше застосовуються в електроніці (кремнію, германію, арсеніду галію) вона лежить в інфрачервоній області спектру.
Додаткові обмеження на поглинання світла напівпровідниками накладають правила відбору, зокрема закон збереження імпульсу. Закон збереження імпульсу вимагає, щоб квазіімпульс кінцевого стану відрізнявся від квазі-імпульсу початкового стану на величину імпульсу поглинутого фотона. Хвильове число фотона {\displaystyle 2\pi /\lambda }, де {\displaystyle \lambda } — довжина хвилі, дуже мале в порівнянні з вектором оберненої ґратки напівпровідника, або, що те ж саме, довжина хвилі фотона у видимій області набагато більша за характерну міжатомну віддаль у напівпровіднику, що призводить до вимоги того, щоб квазіімпульс кінцевого стану при електронному переході практично дорівнював квазіімпульсу початкового стану. При частотах, близьких до фундаментального краю поглинання, це можливо лише для прямозонних напівпровідників. Оптичні переходи в напівпровідниках, при яких імпульс електрона майже не змінюється, називаються прямими або вертикальними. Імпульс кінцевого стану може значно відрізнятися від імпульсу початкового стану, якщо в процесі поглинання фотона бере участь ще інша, третя частинка, наприклад, фонон. Такі переходи теж можливі, хоча й менш імовірні. Вони називаються непрямими переходами.
Таким чином, прямозонні напівпровідники, наприклад, арсенід галію, починають сильно поглинати світло, коли енергія його кванта перевищує ширину забороненої зони. Такі напівпровідники дуже зручні для використання в оптоелектроніці.
Непрямозонні напівпровідники, наприклад, кремній, поглинають в області частот світла з енергією кванта ледь більшою за ширину забороненої зони значно слабше, лише завдяки непрямим переходам, інтенсивність яких залежить від присутності фононів, а, отже, від температури. Гранична частота прямих переходів для кремнію більша за 3 еВ, тобто лежить в ультрафіолетовій області спектру.
При переході електрона з валентної зони в зону провідності в напівпровіднику виникають вільні носії заряду, а отже фотопровідність.
При частотах, нижчих за край фундаментального поглинання, можливе поглинання світла, зв'язане зі збудженням екситонів, присутністю домішок і поглинанням фононів. Екситонні зони розташовані в напівпровіднику дещо нижче від дна зони провідності завдяки енергії зв'язку екситона. Екситонні спектри поглинання мають воднеподібну структуру. Аналогічним чином домішки, акцептори чи донори, створюють акцепторні чи донорні рівні, що лежать у забороненій зоні. Вони значно модифікують спектр поглинання легованого напівпровідника. Якщо при непрямому переході одночасно з квантом світла поглинається фонон, то енергія поглинутого світлового кванта може бути меншою на величину енергії фонона, що приводить до поглинання на частотах, дещо менших від фундаментального краю.

## Інші
Також деяким напівпровідникам властива звуколюмінісценція, різновид механолюмінесценції - явище перетворення звукових хвиль у світло завдяки акустоконцентраційному ефекту.

## Типи напівпровідників в періодичній системі елементів
У таблиці, що подана нижче міститься інформація про напівпровідникові елементи.
Неорганічні напівпровідники розділяють на типи:
- Одноелементні напівпровідники IV групи періодичної системи елементів. За сучасною хімічною класифікацією ця група називається група 14 періодичної системи елементів, але в фізиці заведено використовувати стару термінологію.
- Складні: двоелементний AIII BV і AII BVI з третьої і п'ятої групи, і з другої і шостої групи елементів відповідно.

| Група  | IIB   | IIIA  | IVA   | VA    | VIA   |
| Період |       |       |       |       |       |
| 2      |       | 5 B   | 6 C   | 7 N   |       |
| 3      |       | 13 Al | 14 Si | 15 P  | 16 S  |
| 4      | 30 Zn | 31 Ga | 32 Ge | 33 As | 34 Se |
| 5      | 48 Cd | 49 In | 50 Sn | 51 Sb | 52 Te |
| 6      | 80 Hg |       |       |       |       |

Усі типи неорганічних напівпровідників мають цікаву залежність ширини забороненої зони від періоду, а саме — зі збільшенням періоду ширина забороненої зони зменшується.

## Методи отримання
Властивості напівпровідників залежать від способу отримання, оскільки різноманітні домішки у процесі отримання монокристалів можуть впливати на них. Один з відомих способів промислового отримання монокристалічного технологічного кремнію є витягування з розплаву за методом Чохральського. Для очищення технологічного кремнію використовують також метод зонного плавлення.
Для отримання монокристалів напівпровідників використовують різні методи фізичного і хімічного осадження. Найпрецизійніший і дорогий інструмент в руках технологів для вирощування монокристалічних плівок — установки молекулярно-променевої епітаксії, що дозволяє вирощувати кристал з точністю до моношару.
Легувальні домішки вводять для керування величиною і типом провідності напівпровідника. Наприклад, поширений кремній можна легувати елементом V підгрупи періодичної системи елементів — фосфором, який є донором, і створити n-Si. Для отримання кремнію з дірковим типом провідності (p-Si) використовують бор (акцептор). Також створюють компенсовані напівпровідники з тим щоб зафіксувати рівень Фермі у середині забороненої зони.
p-n-переходи можуть бути отримані декількома методами:
- перший метод полягає в додаванні легованого напівпровідника у розплав в процесі витягування. Спочатку ведуть витягування монокристала, наприклад, з розплаву германію. У певний момент в розплав вводять порцію сильно легованого p-германію. Відразу ж у кристалі, що витягується почне переважати p-провідність, яка разом з раніше вирощеною ділянкою кристала утворює p-n-перехід.
- другий метод ґрунтується на зміні швидкості витягування затравки з розплаву, що містить акцепторні і донорні домішки. Припустимо, що в розплаві донорні домішки містяться у надлишку в порівнянні з акцепторними, тоді при повільному витягуванні монокристала в ньому буде виходити n-область, а при швидкому — p-область. Це пояснюється тим, що при малій швидкості витягування акцепторна домішка, що витісняється у рідку фазу, встигає дифундувати в розплаві і його склад вирівнюється.
- третій метод — метод вплавлення полягає в тому, що на пластинку n-напівпровідника накладають зернятко елемента III групи. Наприклад, на пластинку n-германію можна помістити шматочок індію. Якщо нагрівати заготовку у вакуумі до 500 °С, то індій розплавиться і за рахунок розчинення германію у пластинці з'явиться заглибина, заповнена розплавом. У процесі охолодження починається кристалізація германію, в решітку якого потрапляють атоми індію — акцептори; утворюється шар p-германію, у якому концентрація індію зростає по мірі наближення до поверхні. Між n-германієм і шаром p-германію виникає p-n-перехід.
- четвертий метод — метод дифузії зводиться до насичення поверхневого шару напівпровідника за досить високої температури донорною або акцепторною домішкою з газової фази, або з попередньо напиленого шару. Отримання заданих розмірів і форми p-n-переходу досягається застосуванням масок.

Розглянуті методи застосовують також для отримання у кристалі областей з різною величиною питомої провідності.

## Використання
Кремній найчастіше використовується в діодах, світлодіодах, транзисторах, випрямлячах і інтегральних схемах (чипах), сонячних елементах. Окрім кремнію широко використовуються арсенід галію, арсенід алюмінію, германій та багато інших. В останні роки дедалі популярніші органічні напівпровідники, які застосовуються, наприклад, у копіювальній техніці.